# Senta cinereopicta
Senta cinereopicta là một loài bướm đêm trong họ Noctuidae.